# Cyclura nubila
Cyclura nubila là một loài thằn lằn trong họ Iguanidae. Loài này được Gray mô tả khoa học đầu tiên năm 1831. Trong tiếng Anh, C. nubila còn được gọi là Cuban ground iguana (cự đà đất Cuba) hoặc Cuban iguana (cự đà Cuba). Nó là loài lớn nhất trong nhóm cự đà đá Tây Indies (chi Cyclura), một trong những nhóm thằn lằn nguy cấp nhất. Loài động vật ăn cỏ có đôi mắt màu đỏ, một đuôi dày, và hàm dưới nhọn này là một trong những loài thằn lằn lớn nhất vùng Caribe.
Cự đà Cuba phân bố trên khắp các khu vực ven biển phía nam nhiều đá của đảo chính Cuba và đảo nhỏ xung quanh nó với quần thể hoang dã phát triển trên Isla Magueyes, Puerto Rico. Loài này cũng được tìm thấy ở Tiểu Cayman và Cayman Brac của Quần đảo Cayman, nơi một phân loài riêng biệt hiện diện. Con cái bảo vệ nơi làm tổ của chúng và thường làm tổ tại nơi được đào bởi cá sấu Cuba. Chúng thường chọn nơi ở bên trong hoặc gần xương rồng lê gai như một biện pháp phòng thủ.
Mặc dù quần tự nhiên đang suy giảm vì bị động vật khác săn ăn thịt trong hoang dã và nạn mất môi trường sống do con người phát triển nông nghiệp, số lượng cự đà đã được bảo tồn nhờ kết quả của nuôi nhốt và các chương trình bảo vệ.

## Hình ảnh

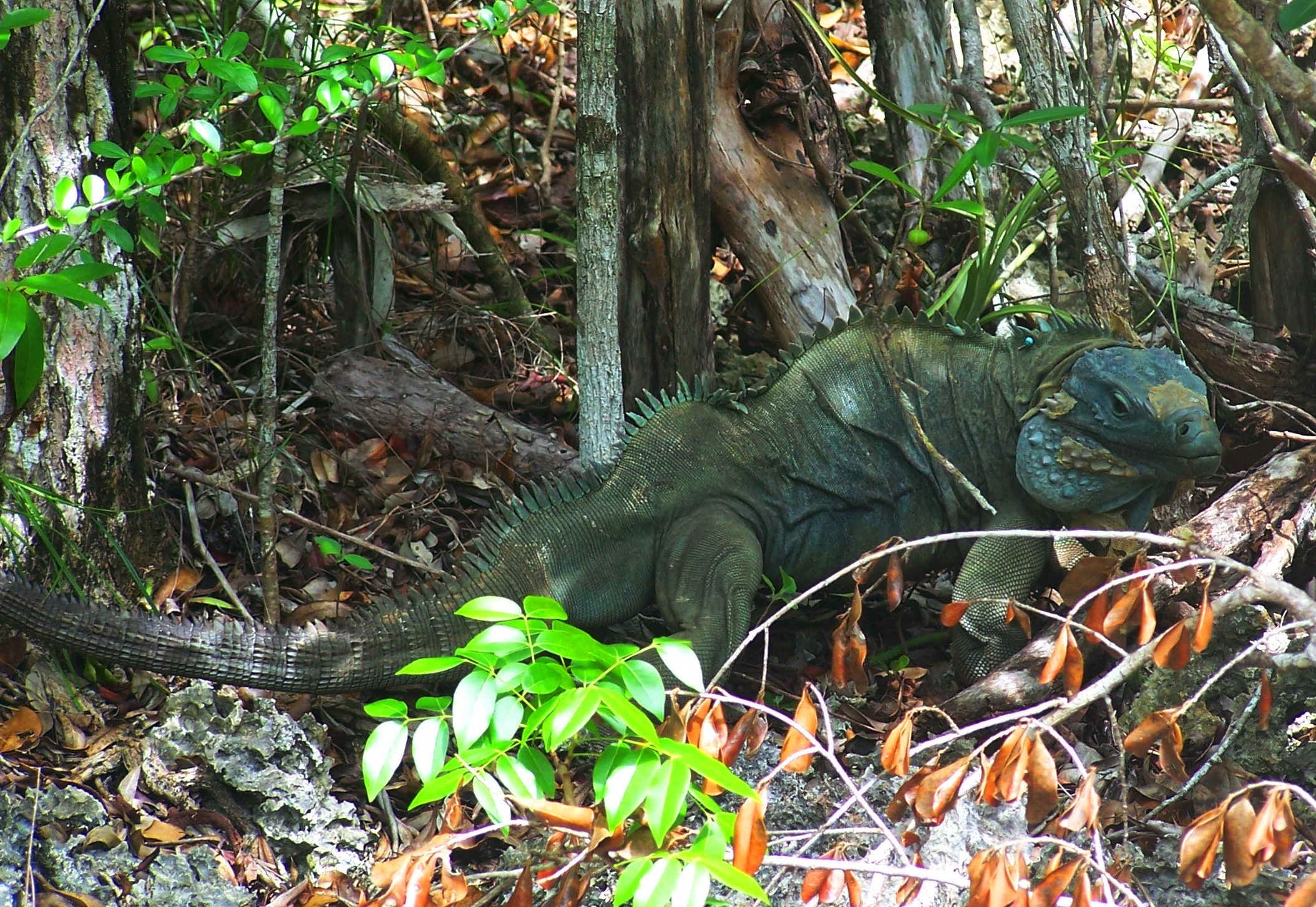
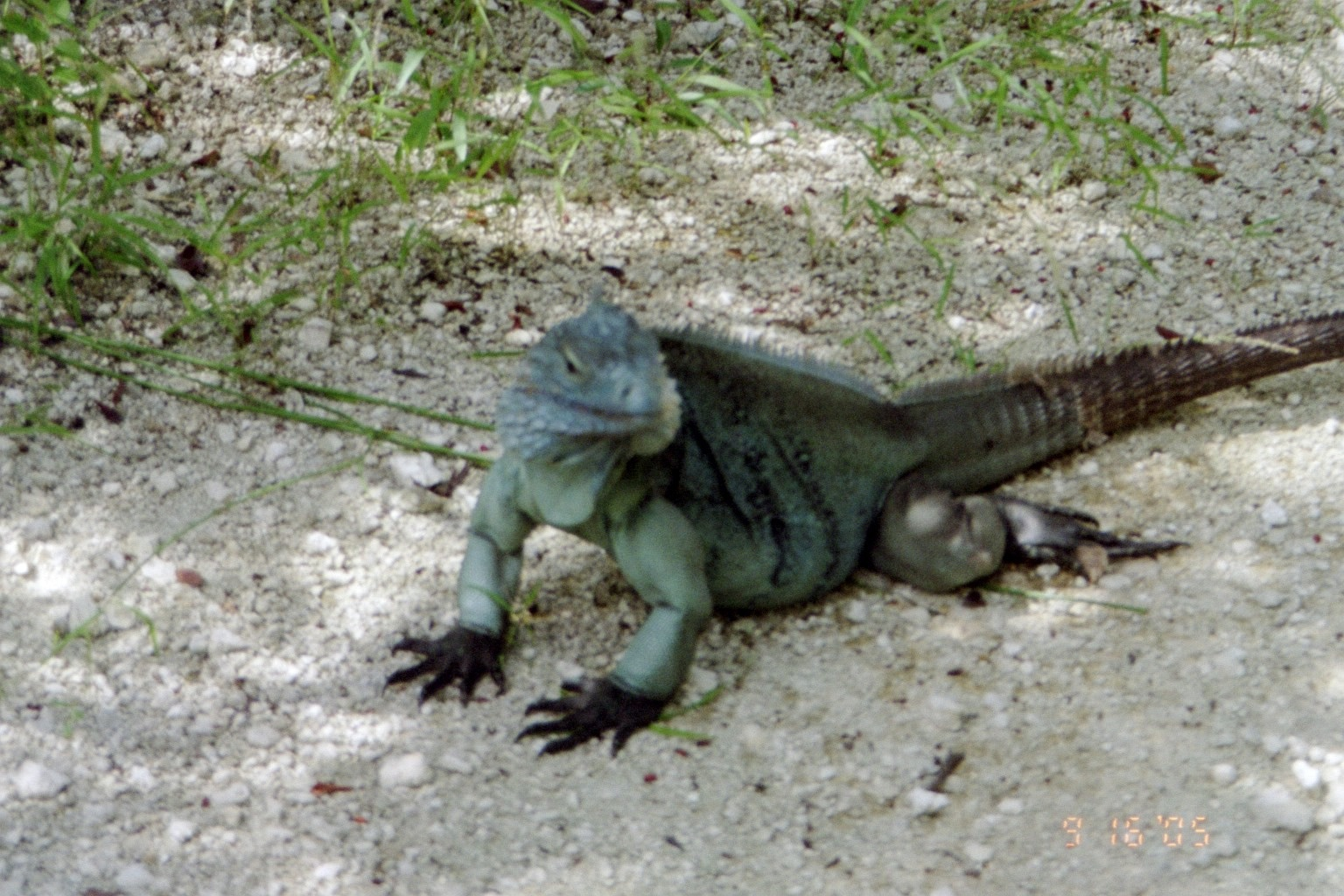
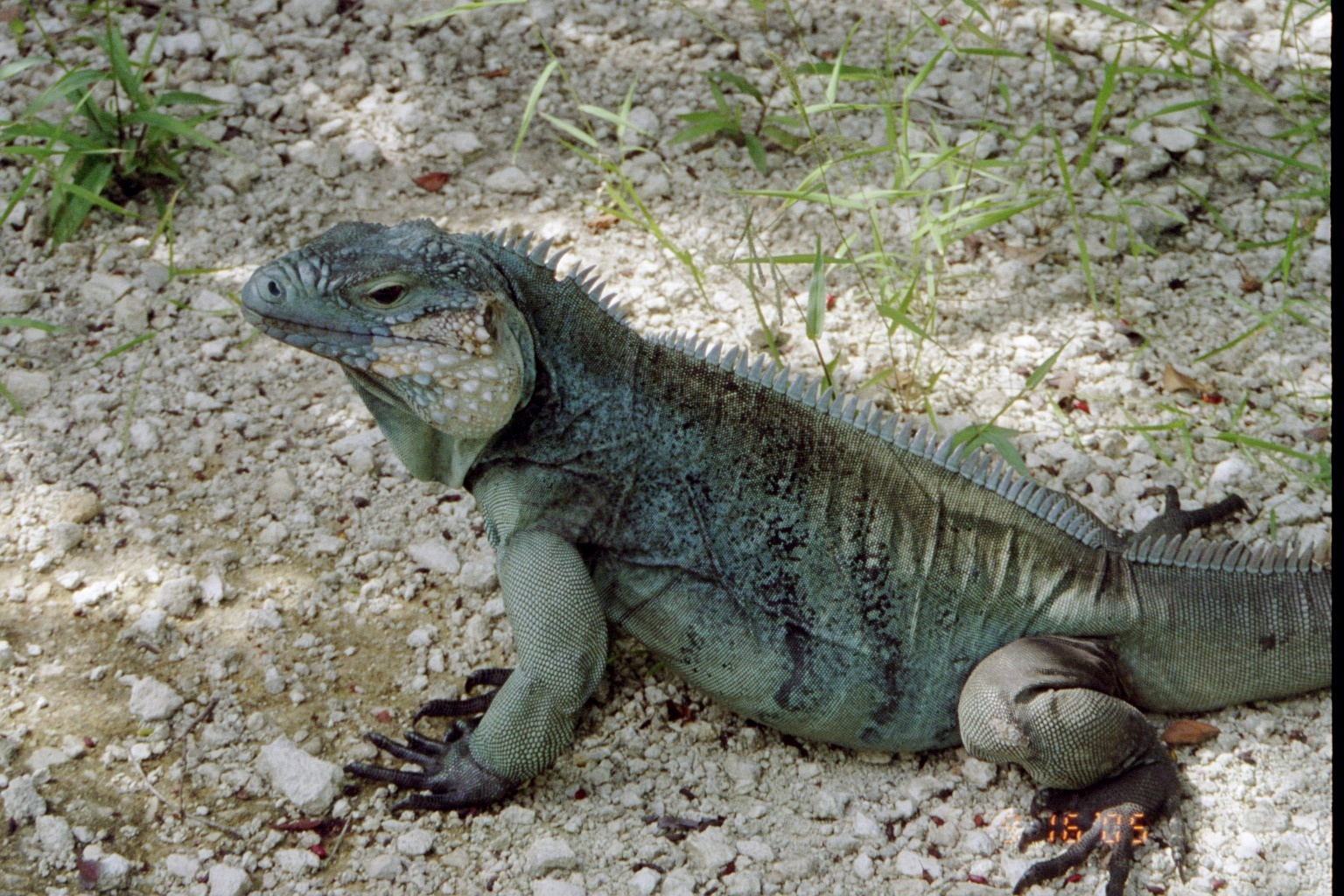